# 疊氮化銣
疊氮化銣是一種無機化合物，是一種疊氮化合物，其分子式為RbN3。

## 制備
它可以透過碳酸銣和疊氮化鈉的複分解反應製備：
Rb₂CO₃＋2NaN₃→Na₂CO₃＋2RbN₃
疊氮化銣會在氮的影響下的放電，形成氮化銣。

## 性質

### 物理性質
疊氮化銣的晶體結構為四方晶系，空間群I4/mcm，晶格參數為 a =630.8 pm，C=753.7 pm，每單位晶胞有4個單位，這和疊氮化鋰、疊氮化鈉、疊氮化鉀類似。

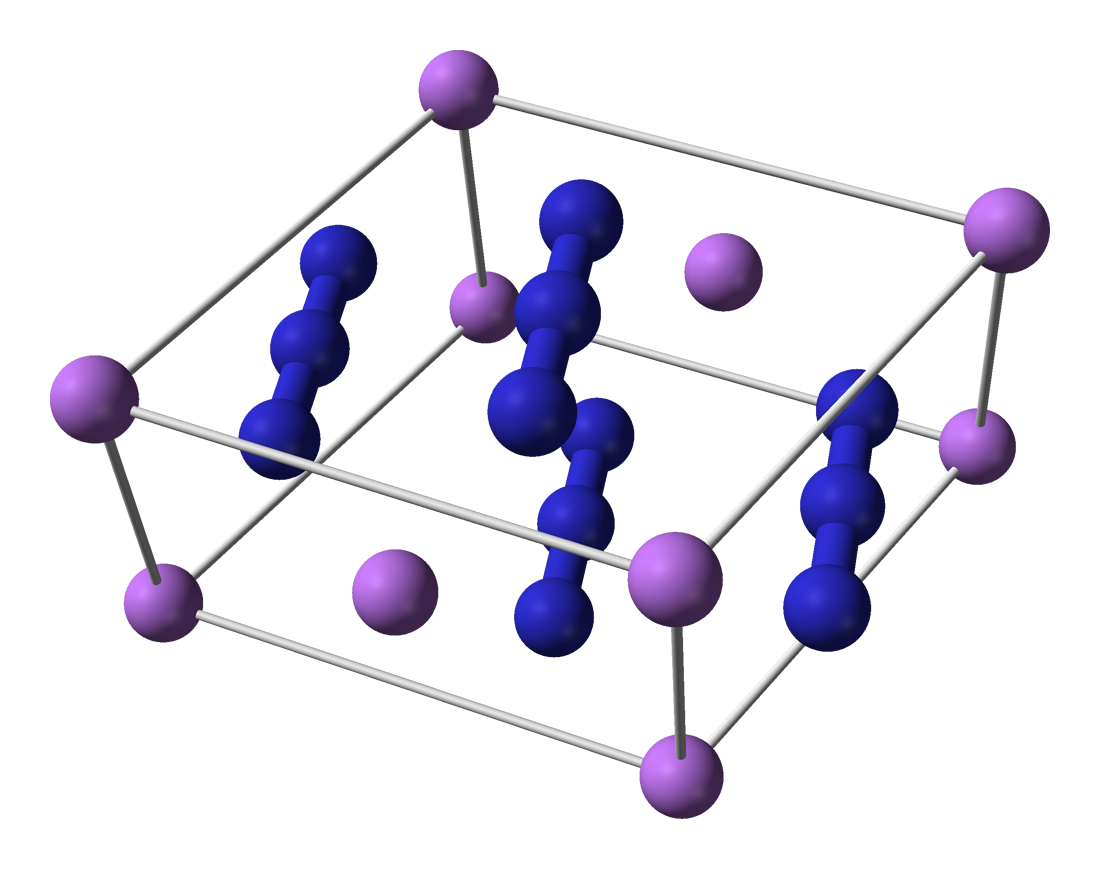
疊氮化鋰的晶格疊氮化銣也是和疊氮化鉀、疊氮化鋰一樣是四方結構

## 化學性質
當溫度加熱到310°C時疊氮化銣會分解，除了釋放出60%的元素銣外，還會釋放氮化銣；但是，它不會爆炸。
2RbN3 → 2Rb + 3N2↑ 
3RbN3 → Rb3N + 4N2↑ 